# Ksenia Polikarpova
Ksenia Polikarpova (geborene Xenija Olegowna Polikarpowa, russisch Ксения Олеговна Поликарпова; * 11. März 1990 in Leningrad, Russische SFSR, UdSSR) ist eine aus Russland stammende Badmintonspielerin. Im Mai 2017 erwarb sie die Staatsbürgerschaft von Israel und spielt seitdem auch für dieses Land.

## Karriere
Ksenia Polikarpova gewann 2006 und 2007 vier Juniorentitel in Russland. 2009 wurde sie Dritte bei den Kharkiv International. 2009 gewann sie ebenfalls Bronze bei den Junioreneuropameisterschaften. Mit dem russischen Damenteam wurde sie Fünfte im Uber Cup 2010. 2013 siegte sie bei den Croatian International und den Romanian International, wobei sie beide Male im Damendoppel mit Irina Khlebko erfolgreich war. Bei den Polish Open 2013 und den Austrian International 2013 belegten beide gemeinsam Rang drei, gewannen aber bei den Lithuanian International.
Bei den Hatzor International 2018 trat sie das erste Mal in Israel für Israel an.